# Wilhering
Wilhering è un comune austriaco di 6 004 abitanti nel distretto di Linz-Land, in Alta Austria; ha lo status di comune di mercato (Marktgemeinde).